# Wait for Life
«Wait for Life» — песня с дебютного альбома We Fall американского исполнителя и продюсера Эмиля Хейни, записанная в 2014 году в дуэте с певицей Ланой Дель Рей. Авторами песни являются Эмиль Хейни и Томас Бартлетт, а продюсером выступил сам Хейни. Трек был выпущен 19 января 2015 года американским лейблом Interscope Records.

## История создания
Трек был записан в конце 2014 года в собственной студии звукозаписи Эмиля Хейни в Лос-Анджелесе. Слухи о создании совместного трека певицы Ланы Дель Рей и американского продюсера Эмиля Хейни для его дебютного студийного альбома We Fall ходили с октября 2014 года. В то же время появились предположения о названии композиции «Wait for Life». 19 декабря 2014 года, за месяц до релиза альбома, Эмиль Хейни опубликовал в своем аккаунте Instagram список композиций альбома, а также, через видеозапись опубликовал отрывок будущей песни, но без слов, а просто инструментальная версия композиции. Песня была выпущена 19 января 2015 года в iTunes Store наряду с релизом самого альбома We Fall. Сингл получил собственную обложку, а на альбома расположился под третьим номером, между песнями «Little Ballerina» и «Dirty World». Песня была положительно принята критиками и поклонниками, но в мировые музыкальные чарты композиция не попала.